# Leonard de Casembroot
Leonard de Casembroot (Breda, 22 oktober 1772 – aldaar, 6 augustus 1832) was een Nederlands edelman uit een oude familie.

## Levensloop
De genealogie van de Casembroots klom op tot de 15e eeuw, met Nicolaas Casembroot die in 1582-1584 burgemeester van Brugge was tijdens de calvinistische periode.
Leonard de Casembroot was een zoon van Jan Lodewijk Casembroot en zijn tweede echtgenote L.C.E. Clunder. Hij werd in 1815 erkend in de erfelijke adel.
Hij begon aan een militaire loopbaan: cadet bij de jagers te voet, vaandrig bij het regiment van Pallandt, militair-intendant 1e klasse, agent in Overijssel van het Departement van Oorlog.
Hij werd vervolgens vrederechter in Wijk bij Duurstede en kanunnik van Sint-Marie in Utrecht.
Hij trouwde in 1796 met Jeanne Catherine de Mamuchet van Westrenen (Utrecht, 1769 - Breda, 1800). Hij hertrouwde in 1801 met Adriana Johanna van Neukirchen (Kaapstad, 1783 - Zeist, 1835). Het eerste huwelijk bracht een zoon voort, het tweede huwelijk niet minder dan veertien kinderen, onder wie Frans-Frederik Casembroot. Een dochter, Henriette Casembroot (1819-92), trouwde met vice-admiraal Hendrik Wipf.
De enige zoon uit het eerste huwelijk, Jean-Louis de Casembroot (1798-1867) bleef Nederlander en promoveerde tot generaal in het Nederlandse leger.
- Zijn zoon, Louis-Charles de Casembroot (1835-1871) bleef Nederlander en trouwde met de Belgische Anne Knegtel (1836-1911). Het echtpaar had twee zoons die beiden voor de Belgische nationaliteit opteerden en in de Belgische adel werden opgenomen:
  - Jean-Louis de Casembroot (1863-1894), bibliothecaris van het Koninklijk Muziekconservatorium in Brussel, trouwde in 1884 met Maria Marlier (1865-1943).
    - Jean-Louis de Casembroot (1884-1961), secretaris-generaal van de Koninklijke vereniging voor aardrijkskunde, trouwde met Jeanne Hernalsteen (1877-1958).
      - Jean-Louis de Casembroot (1911-2005) trouwde met Alice Hernalsteen (1910-1988).
        - Jean-Louis de Casembroot (1950-1974).

  - Auguste de Casembroot (1866-1956), trouwde in 1887 met Alice Heidet (1861-1945) en, na echtscheiding, in 1902 met Alice Prim (1875-1938).
    - Francis de Casembroot (1887-1947), trouwde in 1919 met Marcelle Deckers (1897-1932).
      - Jacques de Casembroot (1922-1997) trouwde in 1951 met Fernande Manderlier (1920-2014).
        - Christian de Casembroot (1951- ) trouwde in 1978 met Christiane Harvengt (1957- ).
          - Sébastien de Casembroot (1981- ).

    - Jacques de Casembroot (1903-1988), filmrealisator, trouwde maar bleef kinderloos.